# Team Sport for Good
Das Team Sport for Good (Eigenschreibweise TEAM SPORT FOR GOOD) ist ein deutsches Profi-Triathlonteam und ging Anfang 2015 aus dem Power Horse Triathlon Team hervor. Im Gründungsjahr 2015 bestand es aus fünf deutschen Triathleten: Timo Bracht, Horst Reichel, Julian Beuchert, Jan Raphael und Georg Potrebitsch.

Die Mitglieder des Teams haben zusammen mehrere Ironman-Siege eingefahren (3,8 km Schwimmen, 180 km Radfahren und 42,195 km Laufen). 

## Geschichte
Das Triathlon-Team Team Sport for Good ging Anfang 2015 aus dem damalig bestehenden Power Horse Triathlon Team hervor.
Historisch gesehen besteht der Kern des Teams mit Timo Bracht, Horst Reichel, Jan Raphael und Georg Potrebitsch seit 2012, wobei der Name des Teams im Laufe der Zeit gewechselt hat. So hieß es 2012 21run.com Triathlon Team, von 2013 bis 2014, Power Horse Triathlon Team und seit 2015 Team Sport for Good. Nachdem im Sommer 2015 Georg Potrebitsch aufgrund der Beendigung seiner Profi-Karriere aus dem Team ausstieg, gab 2016 auch Rafael bekannt, das Team zu verlassen und eigene Wege zu gehen.
Im April 2016 gab das Team Sport for Good bekannt, dass die beiden finnischen Profi-Triathleten Kaisa Lehtonen und Darby Thomas, mit 32 Jahren bereits zehnfacher finnischer Triathlonmeister, das Team komplettieren.

## Philosophie

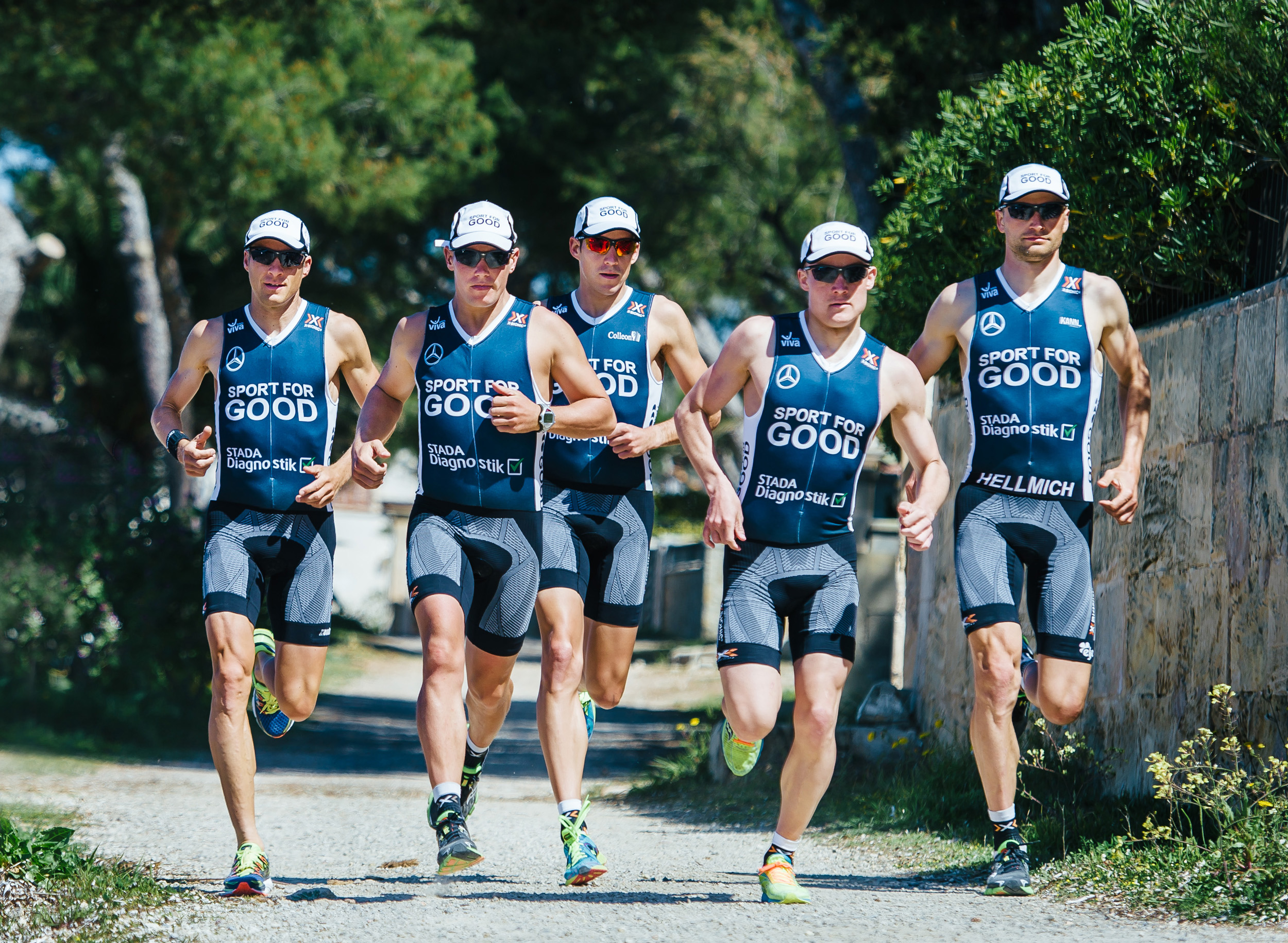
Team Sport for Good beim gemeinsamen Lauftraining (2015)

Das Team Sport for Good ist ein Zusammenschluss von Profi-Triathleten, die gemeinsam trainieren und weltweit bei Triathlon-Wettkämpfen an den Start gehen. Nach eigener Aussage sind innerhalb des Teams alle Mitglieder gleichberechtigt. Seit 2014 werden alljährlich zur Wettkampfvorbereitung mehrere gemeinsame Teamtrainingslager auf Mallorca durchgeführt. Auch bietet das Team die Möglichkeit, sich über Trainingsinhalte wie Ernährung, Regeneration und Wettkampfvorbereitung auszutauschen.

## Gemeinnütziger Teamansatz
Das ungewöhnliche am Teamansatz des Team Sport for Good ist, dass es für eine Stiftung an den Start geht. Das Team unterstützt mit seinen Auftritten und Einnahmen die Laureus Sport for Good Stiftung, die mit Hilfe des Sports soziale Probleme bekämpft und benachteiligten Kindern und Jugendlichen hilft. Das Team versucht die Botschaft von Laureus in die Welt des Ausdauersports zu tragen und andere zu inspirieren diesem Beispiel zu Folgen. Langfristig soll der Teamansatz so aufgebaut werden, dass auch Breitensportler und Fans die Möglichkeit bekommen, sich für Laureus zu engagieren und dadurch Mitglied in der Team Sport for Good Community werden. Seit Oktober 2015 ist Daniel Juncadella Mitglied des Teams und wird bei seinen Triathlon-Wettkämpfen für das Team an den Start gehen. Gemeinsam mit den Profi-Athleten wird er sich auf einen geplanten Start bei der Ironman World Championship 2016 auf Hawaii vorbereiten. Außerdem werden gemeinsame Aktionen für die Laureus Sport for Good Stiftung umgesetzt.

## Erfolge 2015
Hier eine Sammlung der Erfolge der Athleten aus dem Team bei nationalen und internationalen Wettkämpfen:
| Datum/Jahr | Rang | Wettbewerb | Austragungsort | Athlet | Zeit | Anmerkung |
| ---------- | ---- | ---------- | -------------- | ------ | ---- | --------- |

| Datum/Jahr    | Rang | Wettbewerb                      | Austragungsort | Athlet          | Zeit     | Anmerkung                        |
| ------------- | ---- | ------------------------------- | -------------- | --------------- | -------- | -------------------------------- |
| 25. Apr. 2015 | 4    | Challenge Fuerteventura         |                | Timo Bracht     | 04:05:18 |                                  |
| 30. Mai 2015  | 2    | Viernheimer Triathlon           |                | Horst Reichel   | 01:58:40 |                                  |
| 14. Juni 2015 | 1    | Maxdorf Triathlon               |                | Julian Beuchert | 03:58:19 |                                  |
| 28. Juni 2015 | 1    | Rheinauhafen Triathlon Köln     |                | Timo Bracht     | 01:53:37 |                                  |
| 28. Juni 2015 | 2    | Heinerman Darmstadt             |                | Horst Reichel   | 01:48:32 |                                  |
| 12. Juli 2015 | 2    | Challenge Roth                  |                | Timo Bracht     | 07:56:31 |                                  |
| 1. Aug. 2015  | 2    | Frankfurt-City-Triathlon        |                | Horst Reichel   | 01:58:24 |                                  |
| 23. Aug. 2015 | 5    | Ironman Copenhagen              |                | Jan Raphael     | 08:31:15 |                                  |
| 23. Aug. 2015 | 4    | Ironman 70.3 Bintan             |                | Timo Bracht     | 04:04:58 |                                  |
| 30. Aug. 2015 | 33   | Ironman 70.3 World Championship | Zell am See    | Julian Beuchert | 04:13:30 | Platz 1 Altersklasse 18–24 Jahre |
| 13. Sep. 2015 | 2    | Ironman 70.3 Rügen              |                | Horst Reichel   | 03:54:55 |                                  |
| 13. Sep. 2015 | 3    | Ironman 70.3 Rügen              |                | Timo Bracht     | 03:56:07 |                                  |
| 26. Sep. 2015 | 1    | Ironman Mallorca                | Alcúdia        | Timo Bracht     | 08:17:22 |                                  |